# Čurile
Čurile so naselje v Občini Metlika.